# Beutenberg
Der Beutenberg, auch Beuthenberg, veraltet Beutigberg, ist ein 420,9 Meter hoher Berg in der Vorerzgebirgs-Senke, dessen Gipfel im Gemeindegebiet von Niederwiesa liegt und wesentliche seiner Flächen sich ansonsten in Chemnitz erstrecken.

## Geologie, Geografie
Der Beutenberg ist ein Rest vulkanischer Aktivität im Bereich der als Zeisigwald-Caldera bezeichneten Struktur im Osten von Chemnitz mit mehreren Ausbruchszentren an ihren Rändern, hier die Beutenberg-Störungszone (etwa 290 Millionen Jahre alt). Der Beutenberg gehört zu einer regionalen Tufflagerstätte des Perm, die hier eine Mächtigkeit von bis zu 55 Metern erreicht. Weiter westlich fand man gut erhaltene versteinerte Hölzer aus dem so genannten Versteinerten Wald.
Am Beutenberg steht eine verkieselte Gesteinseinheit des Porphyrtuffs an, die wegen ihrer Festigkeitswerte zu Schotter im Gleisbau in mehreren Steinbrüchen abgebaut wurde. Zwei Steinbrüche nah am Standort des früheren Aussichtsturmes wurden im 20. Jahrhundert als städtische Mülldeponie genutzt und sind verfüllt. Eine abschließende Rekultivierung durch Aufforstungsarbeiten ist erfolgt.
Der Name des Berges hat sich auf eine Siedlung östlich des Gipfels übertragen, die Beutenberghäuser, die teilweise jeweils zu den Gemeindegebieten von Niederwiesa und Chemnitz gehören. Zudem gibt es hier die Straßenzüge Am Beutenberg und Beutenbergstraße.
Der Beutenberg befindet sich direkt auf der Wasserscheide zwischen den Einzugsgebieten der Flüsse Chemnitz und Zschopau.

## Sonstiges
Der sächsische Jakobsweg verläuft südlich und westlich des Beutenberggipfels durch den Zeisigwald.

## Geschichte
Die Steinbrecheraktivitäten am Beutenberg waren im 19. Jahrhundert intensiv und lieferten für Chemnitz und Umgebung Bausteine. Die Arbeiter kamen zum großen Teil aus dem östlich gelegenen Dorf Euba. Hier waren um 1840 etwa 200 Einwohner aus Euba als Steinbrecher und Steinmetzen tätig. Seit 1903 lagen die meisten Steinbrüche in diesem Gebiet still. Mit dem geologischen Kenntnisstand um 1838 wurde das Gestein vom „Beutigberg“ von Carl Friedrich Naumann noch als „Zeisigwalder Sandstein“ angesehen, das man später als vulkanischen Tuff erkannte. Es gab hier zwei Steinbrüche. Der eine wurde als „harter Bruch“ und der andere als „Ludwigs Bruch“ bezeichnet. Sie lieferten wegen guter Gesteinseigenschaften gefragte Mengen zu baulichen Zwecken in die Region Chemnitz.

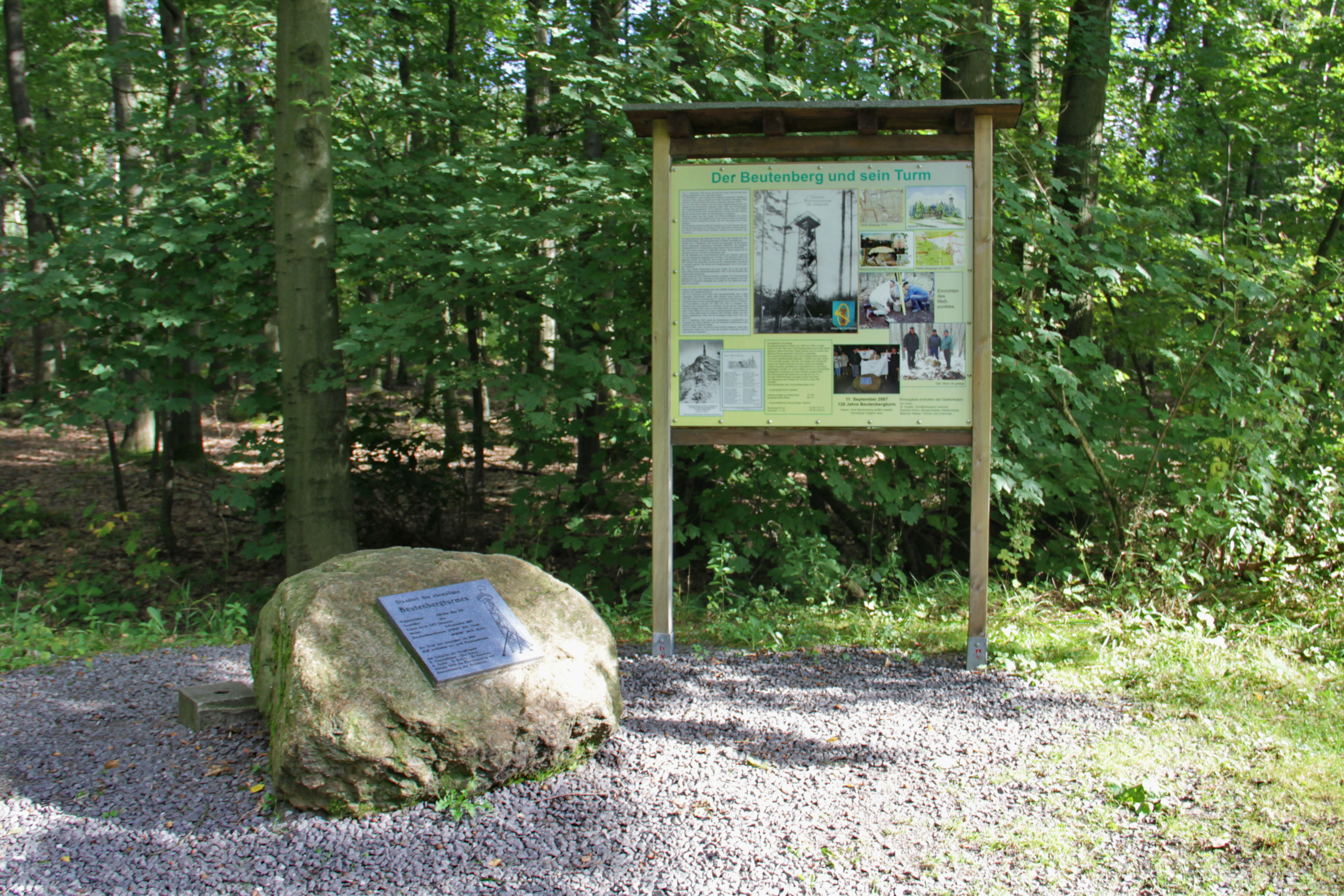
Erinnerungstafel an den früheren Beutenbergturm

1887 wurde auf dem Beutenberg ein Turm errichtet. Der 25 m hohe, hölzerne Aussichtsturm mit einer 25 m² großen Aussichtsplattform wurde am 11. September 1887 eröffnet. Die Plattform konnte über 137 Stufen erreicht werden und bot bis zu 30 Personen Platz.
Nach Ende des Zweiten Weltkriegs wurden Zivilisten von den sowjetischen Truppen gezwungen, die vielen Blindgänger aus diesem Gebiet in den Steinbruch zu transportieren. Die Detonationswelle der anschließenden gezielten Sprengung zerstörte die Beutenbergbaude. Der Turm wurde dabei nur beschädigt. Zwischen 1945 und 1946 verschwand der Turm, die notleidende Bevölkerung nutze ihn und die Reste der Baude als Brennholz. Andere Überlieferungen gehen von einem Abriss auf Befehl der sowjetischen Militäradministration aus.
Ein geplanter Neubau des Turmes wurde angestrebt, aber aufgrund von fehlenden finanziellen Mitteln nicht realisiert.